# 주파수 분할 다중 접속
주파수 분할 다중 접속(周波數分割多重接續, frequency-division multiple access, FDMA)은 채널화 프로토콜(channelization protocol)로서 다중 접속 프로토콜에 쓰이는 다원접속 방식이다. 특히 위성통신에 일반화되어 있다. 다른 다중 접속 시스템들처럼 FDMA는 여러 사용자 간에 좌표를 접근한다.

## 방식
2가지 주요 기술이 있다.
- 다중 채널 반송파 방식(multi-channel per-carrier, MCPC)
- 단일 채널 반송파 방식(single-channel per-carrier, SCPC)

대안으로는 시분할다중접속(TDMA), 코드분할다중접속(CDMA), 공간분할다중접속(SDMA)가 있다. 이 프로토콜들은 이론적인 OSI 모형의 각기 다른 수준에서 다른 방식으로 이용된다.
단점: 누화(크로스토크)가 주파수 간 간섭을 일으키고 전송을 방해할 수 있다.

## 같이 보기
- 주파수 분할 다중화

## 참고 문헌
- Olenewa, J. & Ciampa, M. (2007). Wireless# Guide to Wireless Communications (2nd ed.). Boston, United States: THOMSON COURSE TECHNOLOGY